# Rudolf Horn (Archäologe)

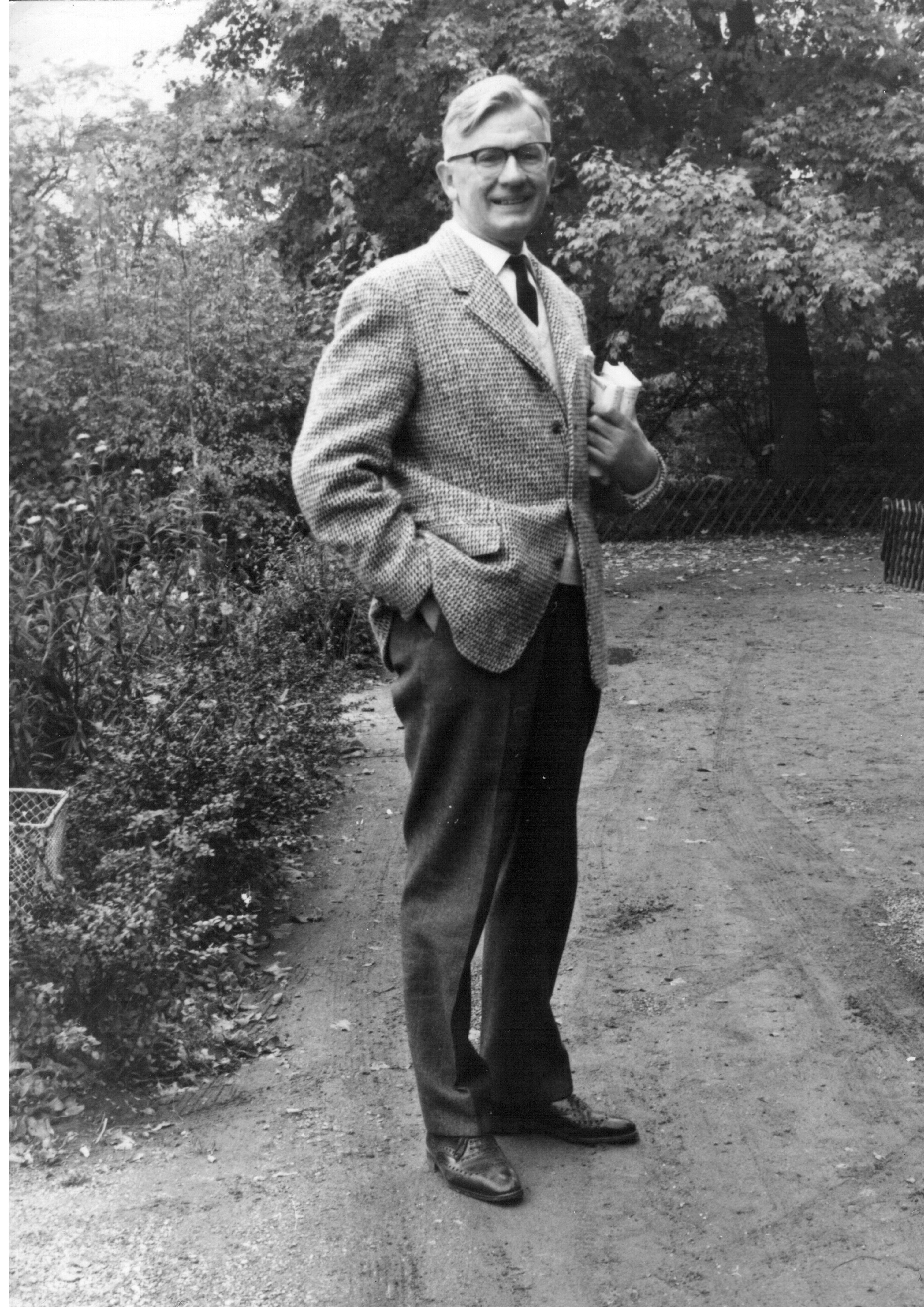
Rudolf Horn (Foto: um 1950)

Rudolf Horn (* 10. September 1903 in Waldangelloch (Baden); † 27. Januar 1984 in Göttingen) war ein deutscher Klassischer Archäologe.
Der Sohn des Pastors Carl Friedrich Horn studierte nach dem Besuch des Gymnasiums in Heidelberg Klassische Archäologie bei Ludwig Curtius an der Universität Heidelberg und wurde nach dessen Wechsel nach Rom 1929 mit einer Arbeit über hellenistische Gewandstatuen bei Bernhard Schweitzer in Königsberg promoviert. Er bereiste 1930/31 und 1932/33 mit dem Reisestipendium des Deutschen Archäologischen Instituts den Mittelmeerraum und hatte 1931/32 ein Forschungsstipendium am Deutschen Archäologischen Institut in Rom. Anschließend war er seit dem 1. April 1933 in Heidelberg als Assistent von Arnold von Salis tätig und wurde dort im November 1935 habilitiert. Von 1936 bis 1939 war er Assistent am Deutschen Archäologischen Institut in Rom. Zum 1. August 1936 war er der NSDAP beigetreten (Mitgliedsnummer 3.744.872). 1939 bis 1940 war Horn Dozent an der Universität Breslau. Seit April 1940 hatte er den Lehrstuhl für Klassische Archäologie an der Universität Göttingen inne und wurde zum 1. Oktober 1941 zum Professor ernannt. Die Professur konnte er vorerst nicht antreten, da er zur Wehrmacht einberufen wurde und von Anfang 1942 bis 1945 im Auswärtigen Amt im Chiffrier- und Nachrichtenwesen tätig war.
Seit 1946 lehrte Horn in Göttingen, zunächst als außerordentlicher Professor, ab 1952 als Ordinarius. 1971 wurde er emeritiert. Seit 1951 gehörte er als ordentliches Mitglied der Akademie der Wissenschaften zu Göttingen an.
Horn beschäftigte sich schwerpunktmäßig mit hellenistischer Plastik, der bereits seine Dissertation und seine Habilitationsschrift Stilgeschichte hellenistischer Köpfe gewidmet waren, sowie dem Nachleben der antiken Kunst.
Seit 1936 war er mit der Kunsthistorikerin Alste Oncken verheiratet.